# Isopaches alboviridis
Isopaches alboviridis är en bladmossart som först beskrevs av Rudolf Mathias Schuster, och fick sitt nu gällande namn av Roman Nicolaevich Schljakov. Isopaches alboviridis ingår i släktet Isopaches och familjen Anastrophyllaceae. Inga underarter finns listade i Catalogue of Life.